# Murakami Kagaku

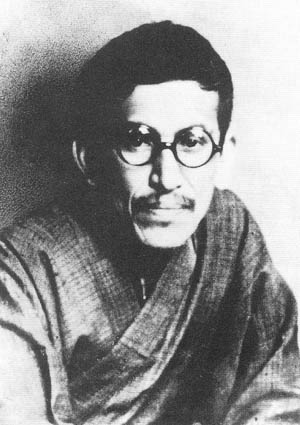
Murakami Kagaku

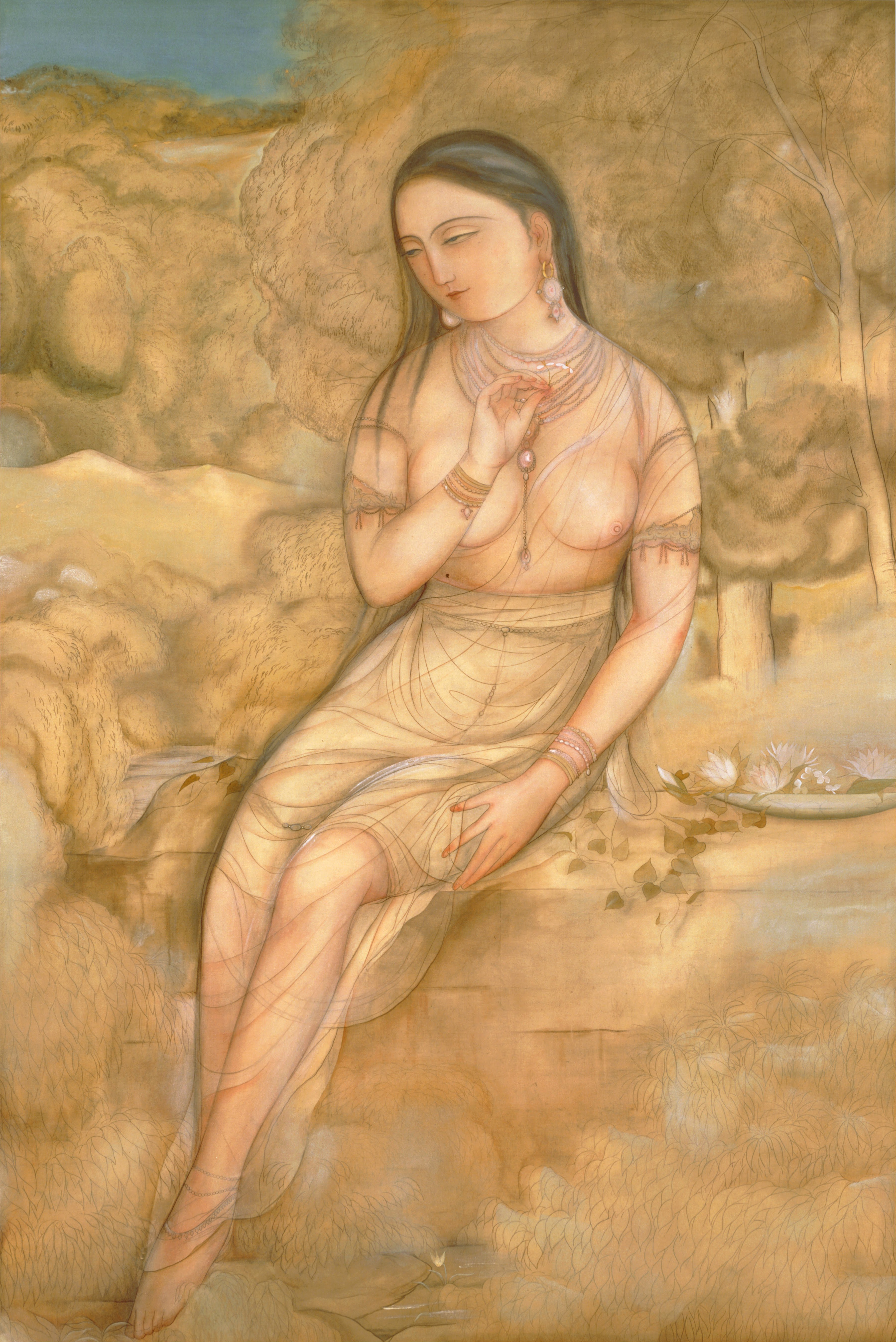
Weiblicher Akt, 1920

Murakami Kagaku (japanisch 村上 華岳; geb. 3. Juli 1888 in Osaka; gest. 11. November 1939) war ein japanischer Maler der Nihonga-Richtung in der Taishō- und frühen Shōwa-Zeit.

## Leben und Werk
Murakami wurde als Takeda Shin’ichi (武田 震一) geboren und besuchte ab 1903 die „Städtische Schule für Kunst und Kunsthandwerk Kyōto“ (京都市立美術工芸学校, Kyōto shiritsu bijutsu kōgei gakkō). Im Jahr 1904 wurde er von der Familie Murakami als Erbe adoptiert. 1906 legte er seine erste Prüfung ab und setzte sein Studium an derselben Schule fort. 1907 schloss er die Ausbildung ab mit dem Bild „Der Bär“ (熊, Kuma).
1908 reichte Murakami auf der Ausstellung des Kultusministeriums Bunten das Bild „Esel mit Sommerblumen“ (驢馬に夏草, Roba ni natsukusa) ein, für das er einen dritten Preis erhielt. 1909 wurde in Kyoto die „Städtische Malereifachschule“ (京都市立絵画専門学校, Kyōto shiritsu kaiga senmon gakkō) gegründet, an der Murakami, zusammen mit Irie Hakō (1887–1948) und Sakakibara Shihō (1887–1971), einen Platz als Student im 2. Jahr erhielt. 1911 gehörte Murakami zu den ersten, die an dieser Schule ihren Abschluss machten. Sein Prüfungsbild, „Im Februar“ (二月の頃, Nigatsu no koro), reichte er auf der 5. Bunten-Ausstellung ein und fand damit Beachtung. 1916 reichte er das Bild „Amidha“ (阿弥陀之図, Amida no zu) ein, das besondere  Beachtung fand.
1918 gründete er, zusammen mit seinen Malerfreunden Tsuchida Bakusen, Sakakibara und Ono Chikkyō (1889–1979) die „Nationale Gesellschaft für kreative Malerei“ (国画創作協会, Kokuga Sōsaku Kyōkai), die ihre ganz Kraft der  Weiterentwicklung des Nihonga-Stils widmete. Sein bekanntestes Werk, „Weiblicher Akt“ (裸婦図, Rafu-zu), entstand in dieser Zeit.
1923 zog Murakami auf Grund seiner angegriffenen Gesundheit nach Ashiya (Präfektur Hyōgo), kehrte aber 1927 in sein Haus in Hanakuma (Kobe) zurück. In den letzten Jahren zunehmend krank, malte er buddhistische Themen und Landschaften.

## Bilder

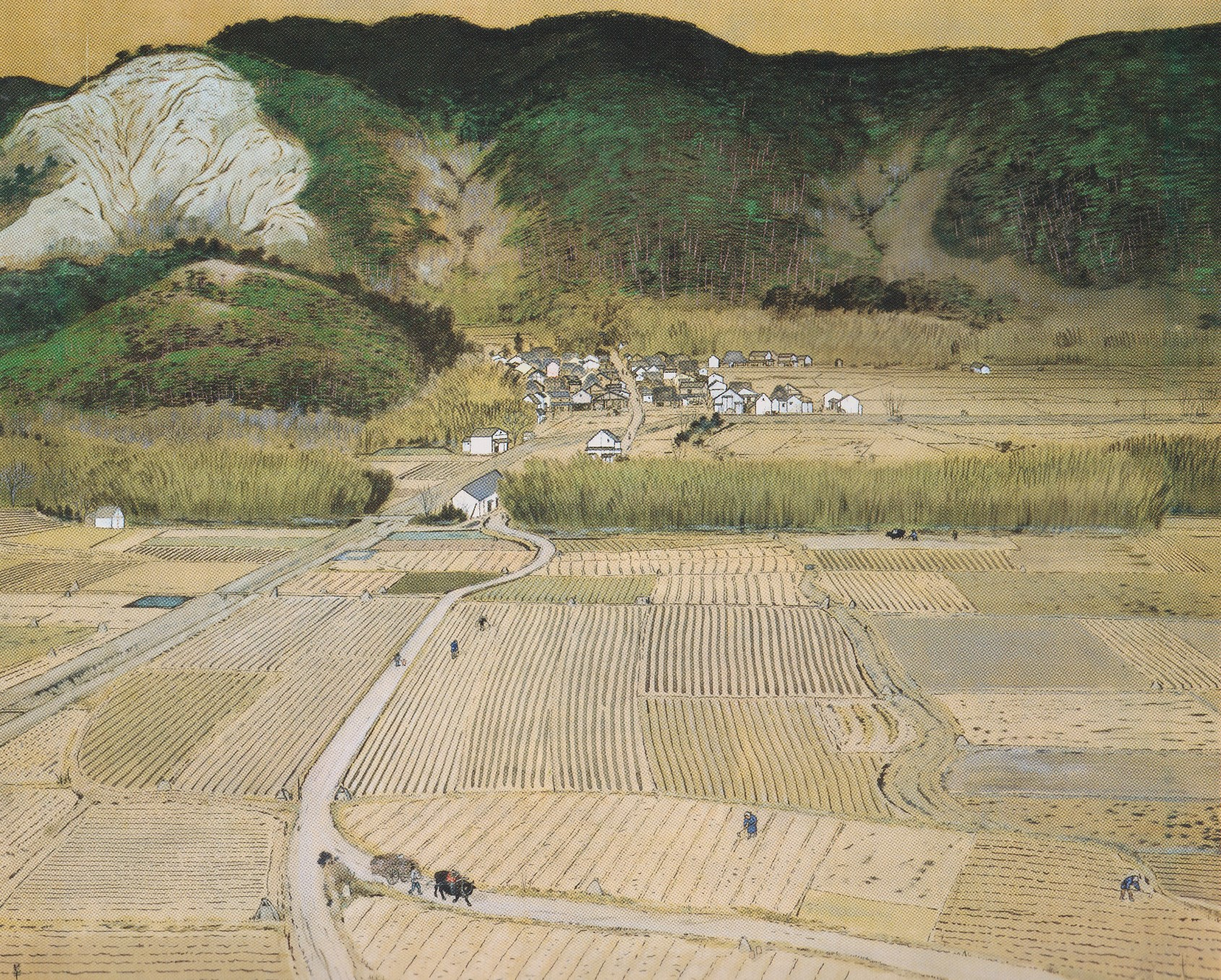
Im Februar, 1911
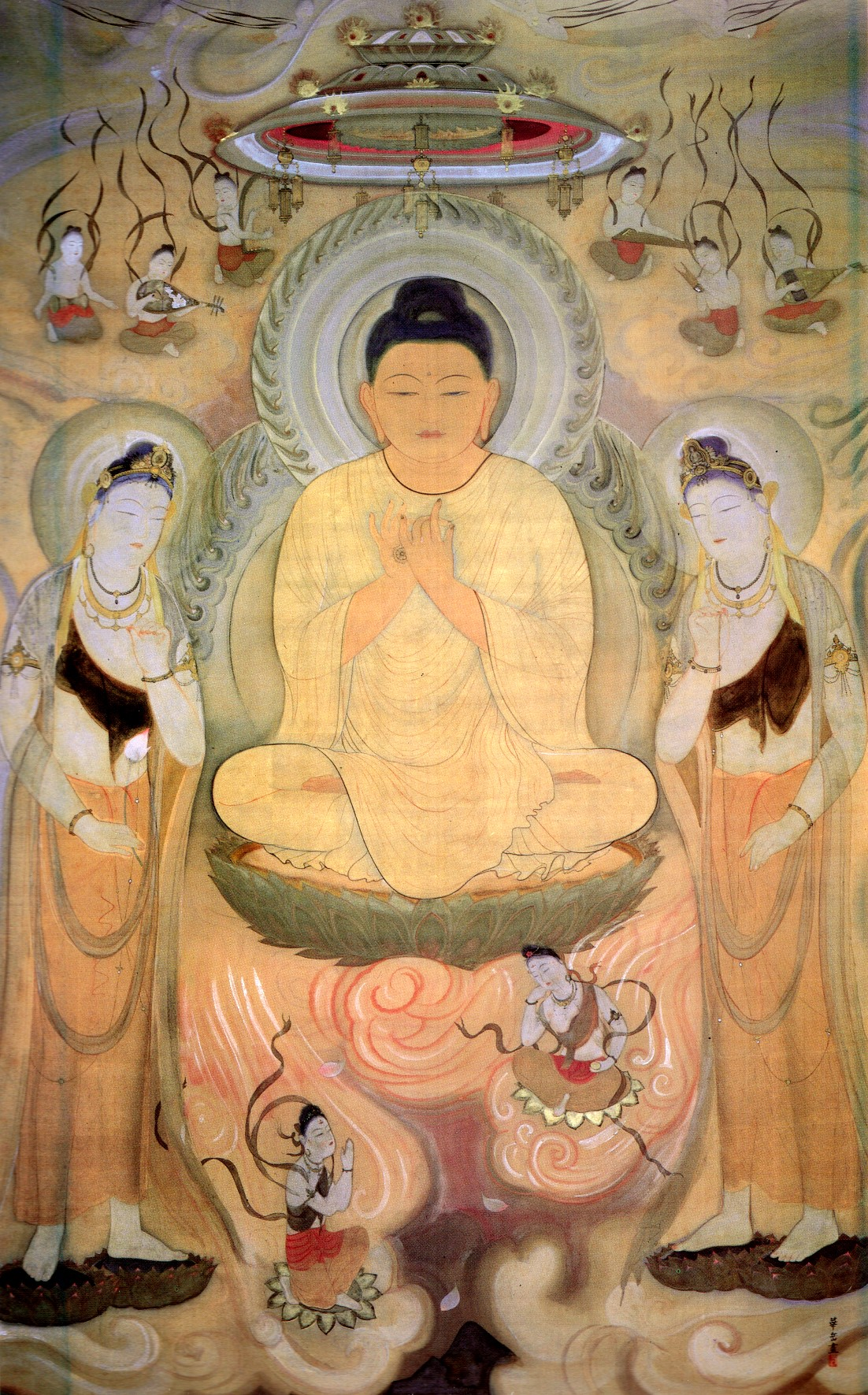
Amidha, 1916
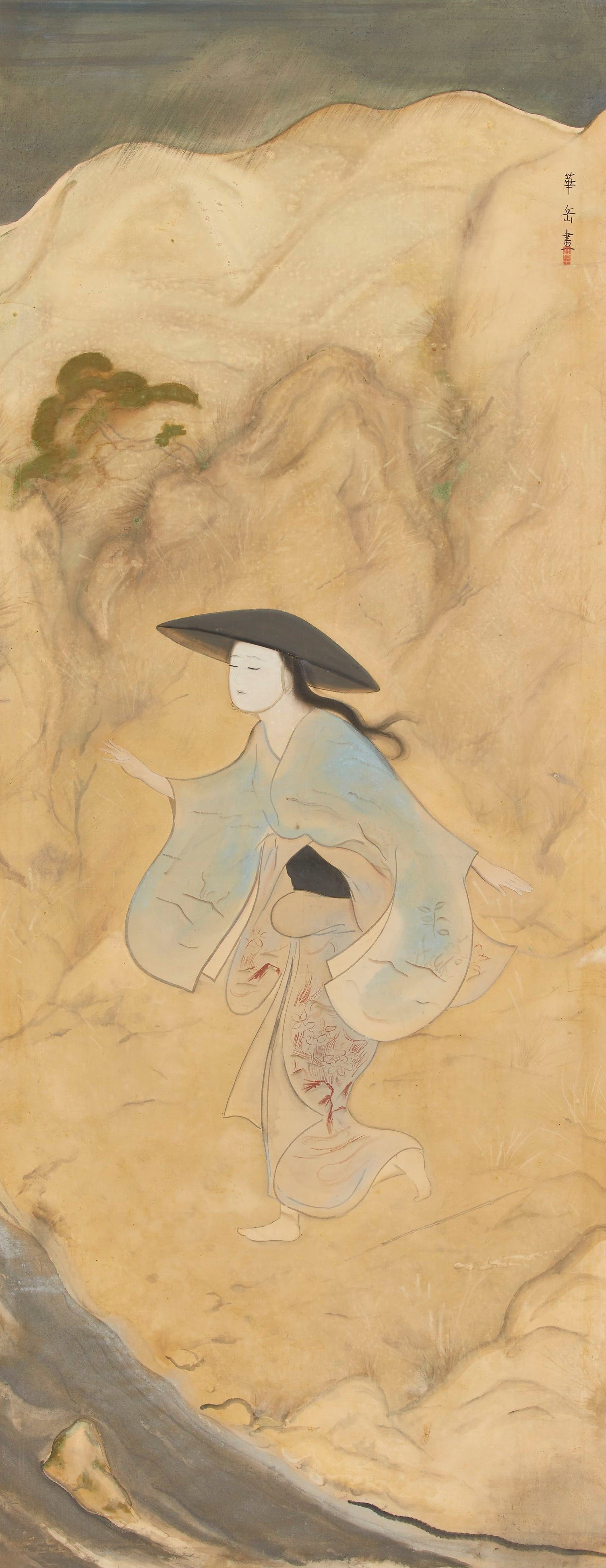
Kiyo-hime, 1919
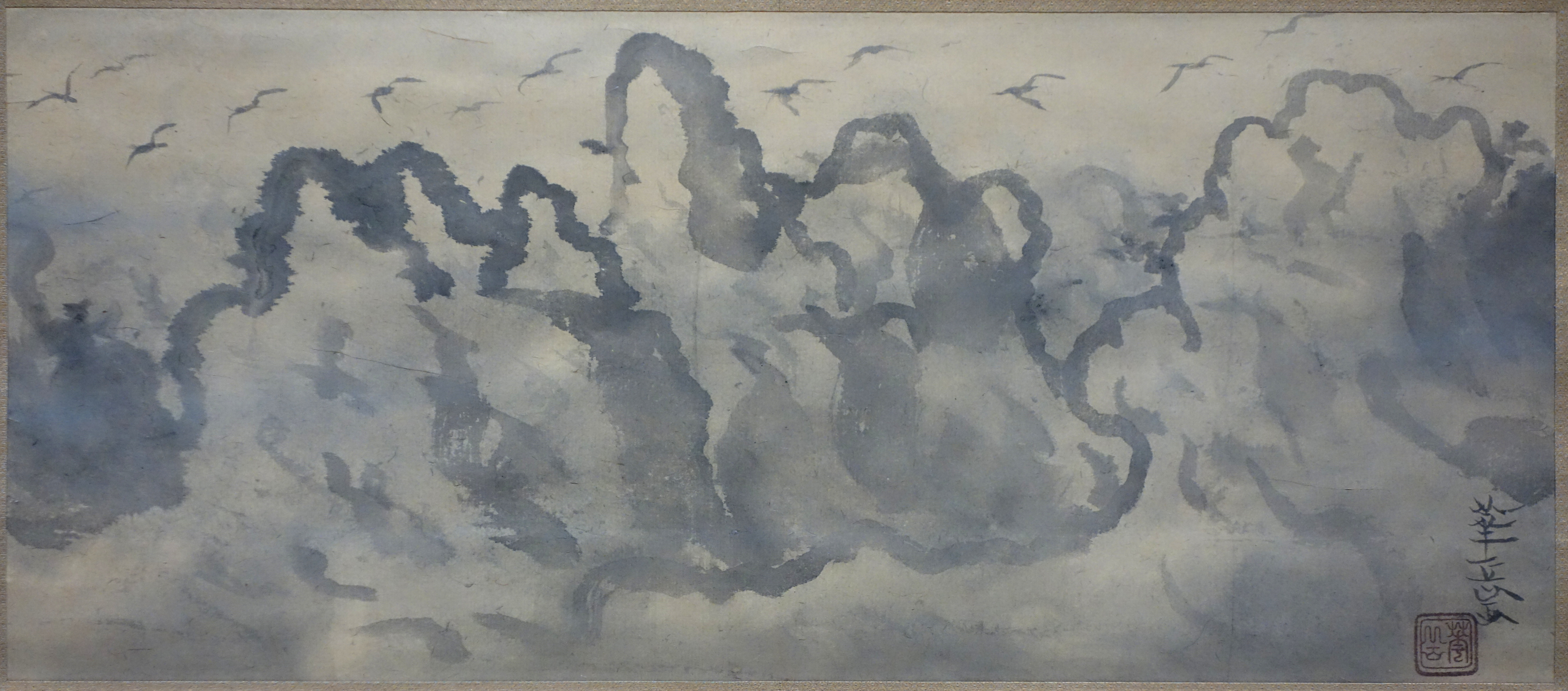
Sonnenuntergang mit Vögeln, 1935
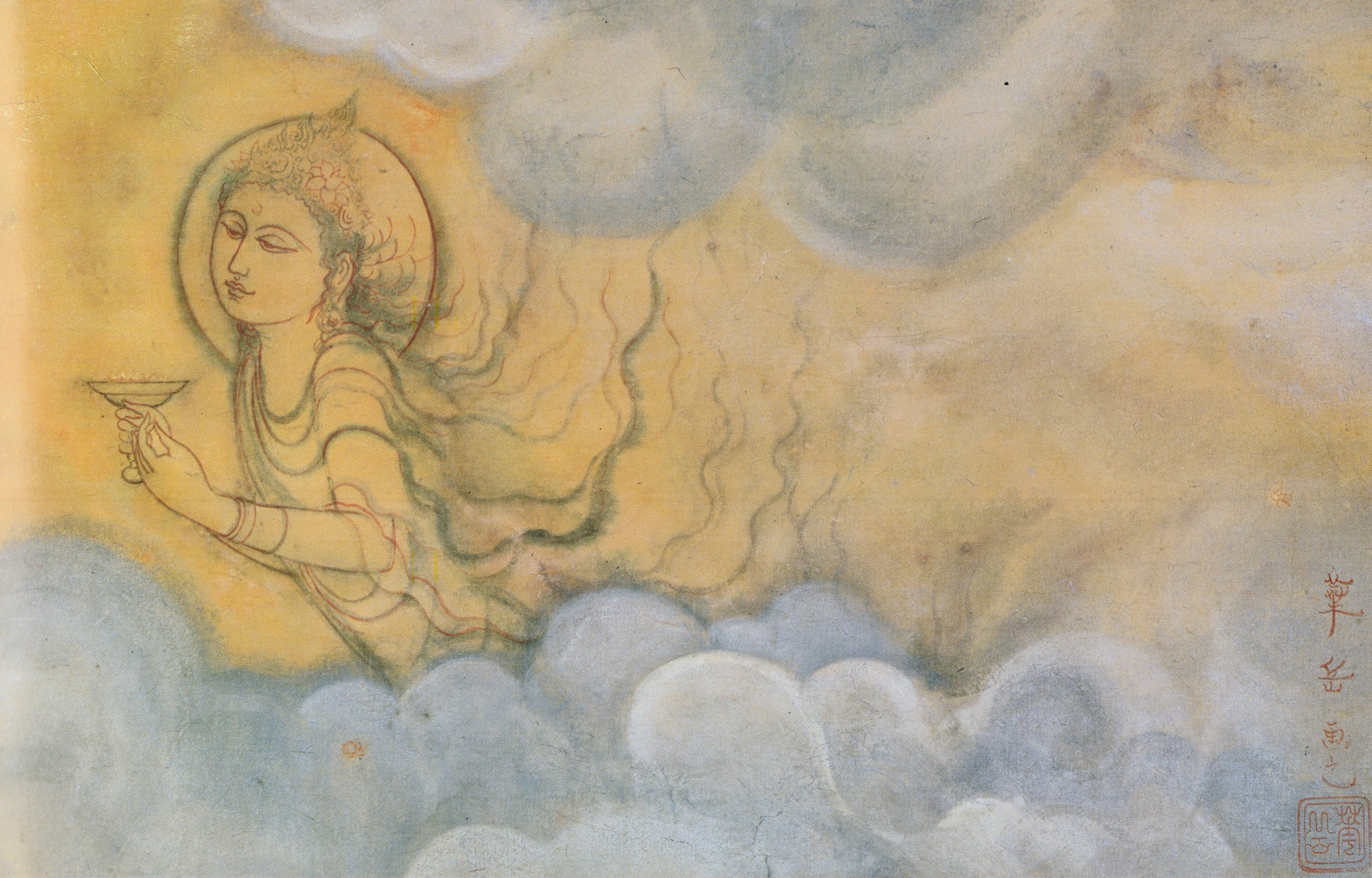
Über den Wolken, 1938